# Brindisi (stad)
Brindisi is een havenstad in het zuidoosten van Italië, met ongeveer 90.000 inwoners, aan de Adriatische Zee. De stad is de hoofdstad van de provincie Brindisi in de regio Apulië en ligt in wat wel de hak van de laars van Italië genoemd wordt.
Vanaf Brindisi zijn er regelmatige veerverbindingen met Igoemenitsa, Korfoe en Patras. De meeste reizigers naar Brindisi zijn dan ook op doorreis van of naar Griekenland. Er is een goede treinverbinding tussen Brindisi en andere steden in Italië, zoals Bari, Rome en Bologna.
De bekende Via Appia uit de Romeinse tijd liep van Rome tot Brindisi, dat toentertijd Brindisium of Brundisium heette. Daarmee werd de plaats al vroeg een zeer belangrijke plaats uit strategisch oogpunt. Veel scheepvaart vanuit Italië naar bijvoorbeeld Romeinse kolonies vertrok uit Brindisi.
De beroemde Romeinse dichter Vergilius is hier in 19 v.Chr. overleden.
De volgende frazioni maken deel uit van de gemeente: Cerano, Tuturano

## Bezienswaardigheden
- De 18de-eeuwse kathedraal
- De 11de-eeuwse kerken Chiesa del Cristo en San Giovanni al Sepolcro
- De kerk Santa Maria del Casale uit 1310
- De Romeinse zuil die het einde markeert van de Via Appia
- Het Castello Svevo of Castello di Terra uit 1227
- Het Castello Alfonsino of Castello di Mare uit de 15e-16e eeuw
- Het archeologisch museum
- Monument voor de Italiaanse matroos (1933)
- Nuovo Teatro Verdi bovenop een Romeinse archeologische site

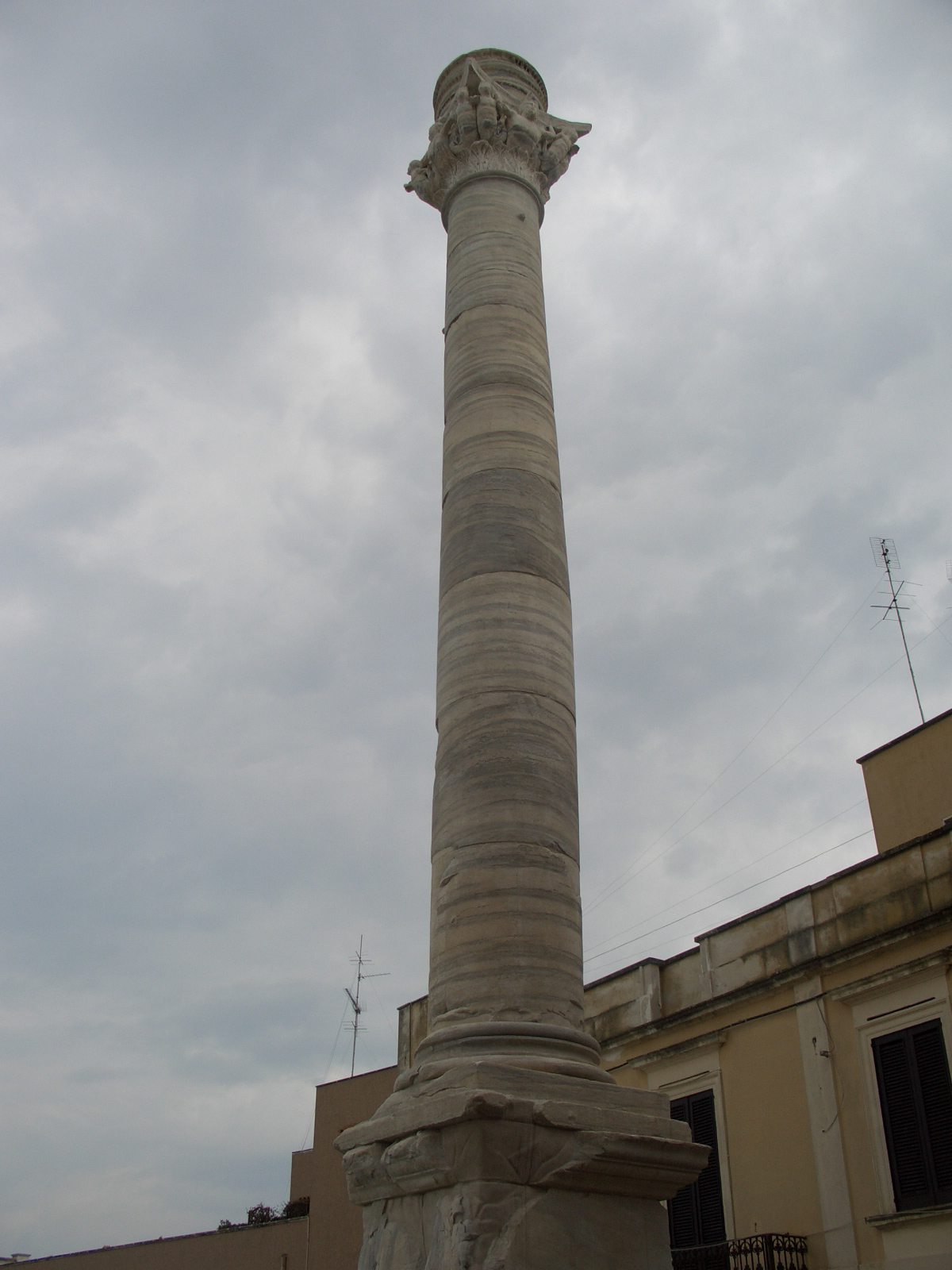
Zuil bij het einde van de Via Appia

## Sport
De wielerkoers Ronde van Italië startte op 20 mei 1971 in Brindisi. Op 9 oktober 2020 was Brindisi aankomstplaats van een etappe die startte in Matera en werd gewonnen door de Fransman Arnaud Démare.

## Zustersteden
- Korfoe (Griekenland)
- Lushnjë (Albanië)

## Bekende inwoners van Brindisi

### Geboren
- Marcus Laenius Flaccus (1e eeuw v.Chr.) bood onderdak aan Cicero in ballingschap
- Giovanni Carlo Bovio (1522-1570), bisschop en concilievader op het Concilie van Trente
- Antonio Benarrivo (1968), voetballer
- Elio Aggiano (1972), wielrenner
- Flavia Pennetta (1982), tennisster
- Antimo Iunco (1984), voetballer

### Overleden
- Vergilius (70-19 v.Chr.), Romeins dichter